# Deretrachys
Deretrachys is een kevergeslacht uit de familie van de boktorren (Cerambycidae). De wetenschappelijke naam van het geslacht werd voor het eerst geldig gepubliceerd in 1985 door Hüdepohl.

## Soorten
Deretrachys omvat de volgende soorten:
- Deretrachys chilensis (Bosq, 1949)
- Deretrachys juvencus (Dupont, 1840)
- Deretrachys montanus (Tippmann, 1953)
- Deretrachys pellitus (Kirsch, 1889)
- Deretrachys villiersi Hüdepohl, 1985